# Museo del Bolso
El Museo del Bolso es un sitio web creado en Alicante, España el 1 de mayo de 2008 dedicado a difundir la cultura de la moda y el diseño del bolso como complemento del vestido. Todo el material exhibido está catalogado y almacenado con la finalidad de fundar un museo abierto al público. El sitio pretende ser de ayuda para diseñadores y estilistas que buscan, en el pasado, las fuentes de inspiración para los diseños actuales. El Museo en una organización sin fines de lucro que bajo solicitud hacen traslados de material para exposiciones a sitios definidos. Por el trabajo continuado de colaboración con el diseño, la moda del bolso y la difusión de la historia de este complemento como fuente de inspiración a diseñadores y estudiosos, en el año 2016 se le otorgó el galardón Dedal de Oro

## Organización del Museo

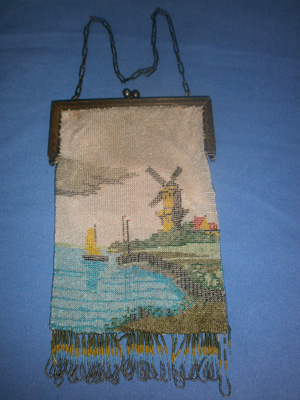
Bolso bordado escénico "Molino de Wijk" obra del pintor holandés Jacob van Ruisdael.

El Museo virtual del Bolso está organizado en ocho secciones que integran una serie de bolsos representativos de cada periodo o clase. 
- Bolsos hasta 1910, bolsos desde el Neoclasicismo hasta la llamada Belle Époque. Aquí se presentan los bolsos que en su mayoría son bordados a mano o con abalorios metálicos, también varios bolsos o limosneras de exquisita sencillez y belleza, o bolsos de madera.
- Bolsos desde 1911 hasta 1935, con piezas pertenecientes al Art Nouveau y Art decó, piezas de épocas que fueron inmortalizadas por algunos pintores impresionistas del París de principios del siglo XX.
- Bolsos desde 1936 hasta 1946, influencias recogidas de la depresión que produjo la Segunda Guerra Mundial, los bolsos de gran sobriedad y que son recordados como exponente de unos tiempos de gran crispación social y política.
- Bolsos desde 1947 hasta 1965, donde la elegancia en el diseño vuelve a ser una constante, con vistosos colores, en muchos casos y alegres diseños.
- Bolsos a partir de 1966, años en los que impera la libre interpretación de la moda e incluso la vuelta a estilos pasados, acordes también con el vestido y comenzando una presencia importante en las pasarelas de todo el mundo.
- Bolsos con historia, en el que se pueden observar una serie de bolsos que nos hablan de personajes o hechos importantes de la vida social, destaca un bolso dedicado por el torero español Manolete y por el rejoneador Álvaro Domecq, bolsos que fueron o pertenecieron a políticos y personajes importantes de los siglos XVII al XX, como un bolso del Coronel Jefe de la guardia personal del Presidente de México o uno perteneciente a un despacho de abogados procedente de la misma ciudad y con la misma antigüedad donde ejerció la abogacía Abraham Lincoln.
- Bolsos étnicos, pertenecientes a otros pueblos y culturas, prácticamente de los cinco continentes.
- Bolsos exóticos, realizados con materiales extraños o que contienen alguna extravagancia o exotismo, como el haberse realizado con la piel de animales extinguidos o en vías de extinción, o bolsos hechos con la corteza de algunos frutos tropicales.

En cada una de estas secciones solo se presentan bolsos representativos del año o la época a la que pertenecieron y por medio de las fichas que aparecen junto a cada fotografía del bolso, se puede valorar la moda o el diseño de cada periodo de tiempo.

## Breve historia del bolso
Se desconoce con exactitud desde cuando existen los bolsos ya que no se han conservado referencias históricas que reflejen con veracidad la fecha de su creación. En la prehistoria se usaban instrumentos similares, eso se deduce de algunas pinturas rupestres halladas en las que se aprecian dibujos de figuras femeninas portando objetos parecidos a bolsas. Posiblemente el hombre nómada hubiese desarrollado el bolso para poder transportar el alimento que cazaba o recolectaba durante sus desplazamientos; usando para ello la piel de los animales que consumía. 
En el antiguo Egipto ya se empleaba el bolso, algunos grabados encontrados en tumbas funerarias, también aparece en civilizaciones que ocuparon parte de Europa, como la celtíbera.
Los romanos usaban el bolso que lo llamaban "bursa", en el siglo I a. C., se trataba de una simple bolsa que lo portaban tanto las mujeres como los hombres. En la Edad Media los bolsos eran usados por mujeres y hombres, se confeccionaban con la misma tela del vestido, en el caso de las damas; empleando cuero, principalmente en los hombres, y se ataban a la cintura. 

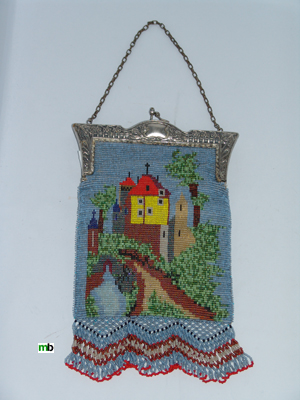
Bolso escénico bordado con cristales de múltiples colores

La revolución en la moda de este complemento, llegaría con el siglo XX, a partir de mediados del siglo anterior, parece que los diseñadores de ropa comienzan a combinarla con el bolso; los años 20 con la creación de los diseños de Coco Chanel, la mujer adquiere otra dimensión en el mundo del diseño y de la moda; a partir de este momento aparecen los grandes diseñadores de ropa, que no olvidan el complemento del bolso. La mujer hace de esta prenda un elemento insustituible en su indumentaria y, la "fuerza del bolso", se reafirma con los diseños de Christian Dior, Gucci, Loewe, Louis Vuitton, entre otros.
En los tiempos actuales, el bolso sigue considerándose el principal complemento del vestido, junto con el calzado, pero aparecen otros materiales que, siendo menos nobles que la piel (caso del plástico), son utilizados por los diseñadores más importantes de moda, creando líneas muy agresivas que lucen las personas más jóvenes.

## Visitas
El Museo del Bolso, de momento, es solamente un Museo virtual, por lo tanto los visitantes se registran a través del administrador del alojamiento de la página y se resumen en una serie de estadísticas diarias de visitantes únicos; a la totalidad de páginas o por demarcaciones geográficas, así podemos conocer en cada momento el número de personas que entran en el Museo y las páginas que visitan.
La popularidad del Museo del Bolso, entre otros aspectos, viene dada por los visitantes que tiene y estos, cada día, aumentan de forma progresiva.
También podemos conocer la ubicación geográfica de los visitantes a la página del Museo.

## Actividades del museo
- Foro: Lugar para presentar dudas sobre la historia del bolso contestadas por el personal del museo.
- Noticias: Todas las noticias relacionadas con la moda del bolso, Museo o sobre el sector marroquinero.
- Exposiciones: Solicitud para traslados de material de exposición a sitios definidos. Las colecciones que pueden ser expuestas de forma temporal son: Bolsos con encanto; Bolsos de la Belle Époque y El Bolso en los últimos siglos. En estas colecciones, el Museo del Bolso traslada un conjunto de piezas que están dentro de los periodos comprendidos.

## Exposiciones
- El día 24 de febrero de 2011, el Museo del Bolso trasladó una parte de sus fondos a la exposición que sobre "La Historia del Bolso" se realizó en el encantador marco del Palauet situado en el Paseo de Gracia de Barcelona[5][6]
- La Sociedad Cultural Casino Eldense de la ciudad de Elda (Alicante), presentó la exposición de bolsos del Museo del Bolso, en la sala de exposiciones de dicha entidad, desde el 5 al 25 de septiembre de 2011, bajo el lema "El Bolso, el poder de un complemento"[7]
- La Asociación Cultural Rafael Altamira de Campello (Alicante) organizó una exposición de bolsos antiguos durante los días 29 de septiembre al 2 de octubre del año 2011, en la Casa de Cultura de la población marinera, se mostraron un total de 150 bolsos bajo el lema "El Bolso. De la necesidad a la elegancia". El día de la inauguración, el director técnico del Museo del Bolso, ofreció una conferencia titulada "La Historia del Bolso".[8]

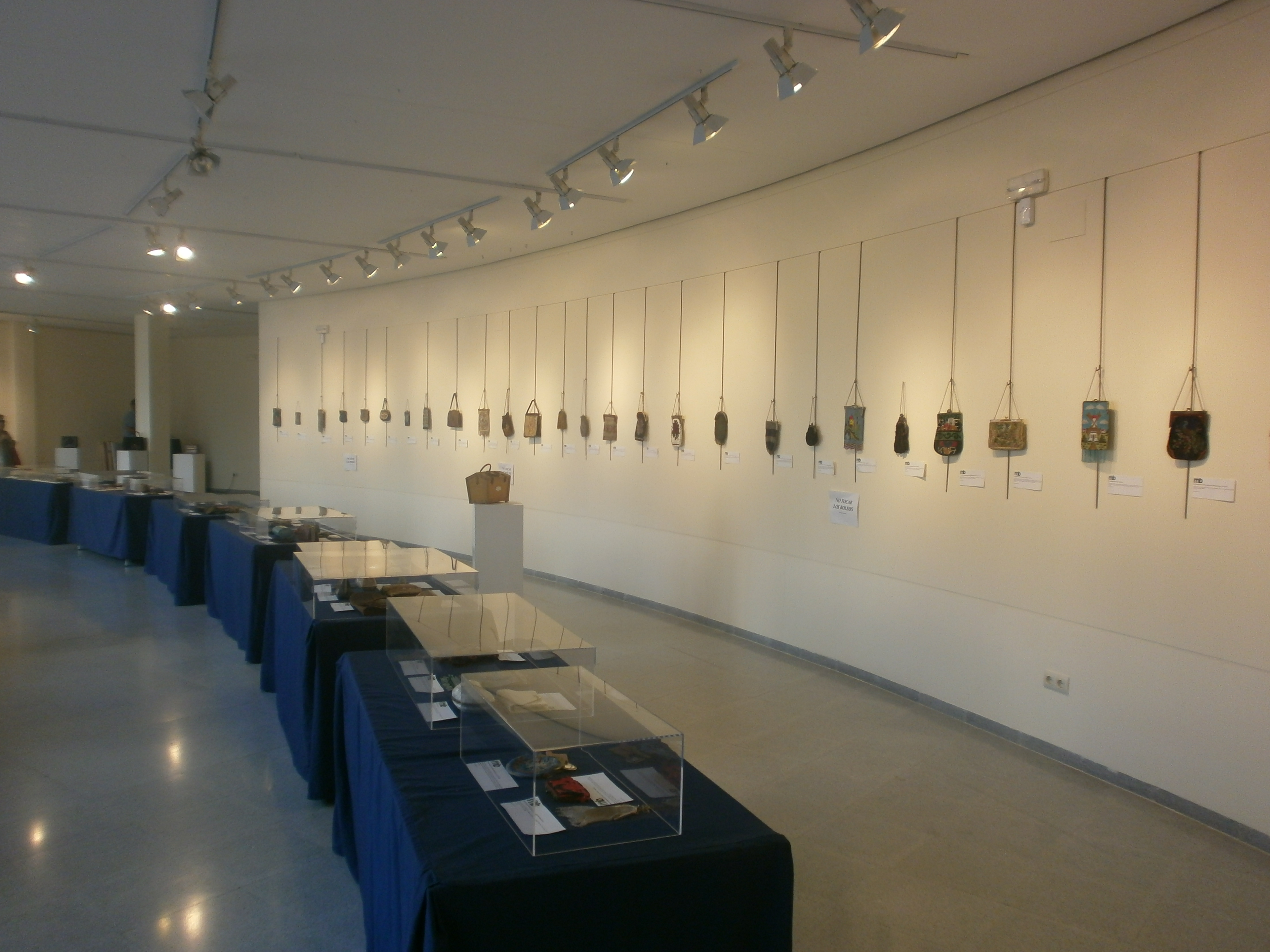
Exposición en la Casa de Cultura de El Campello (Alicante)

- Durante los días 22 y 23 de marzo de 2017, se presentó una colección de bolso antiguos en el pabellón de IFA con motivo de la Feria FUTURMODA 2017.[9]

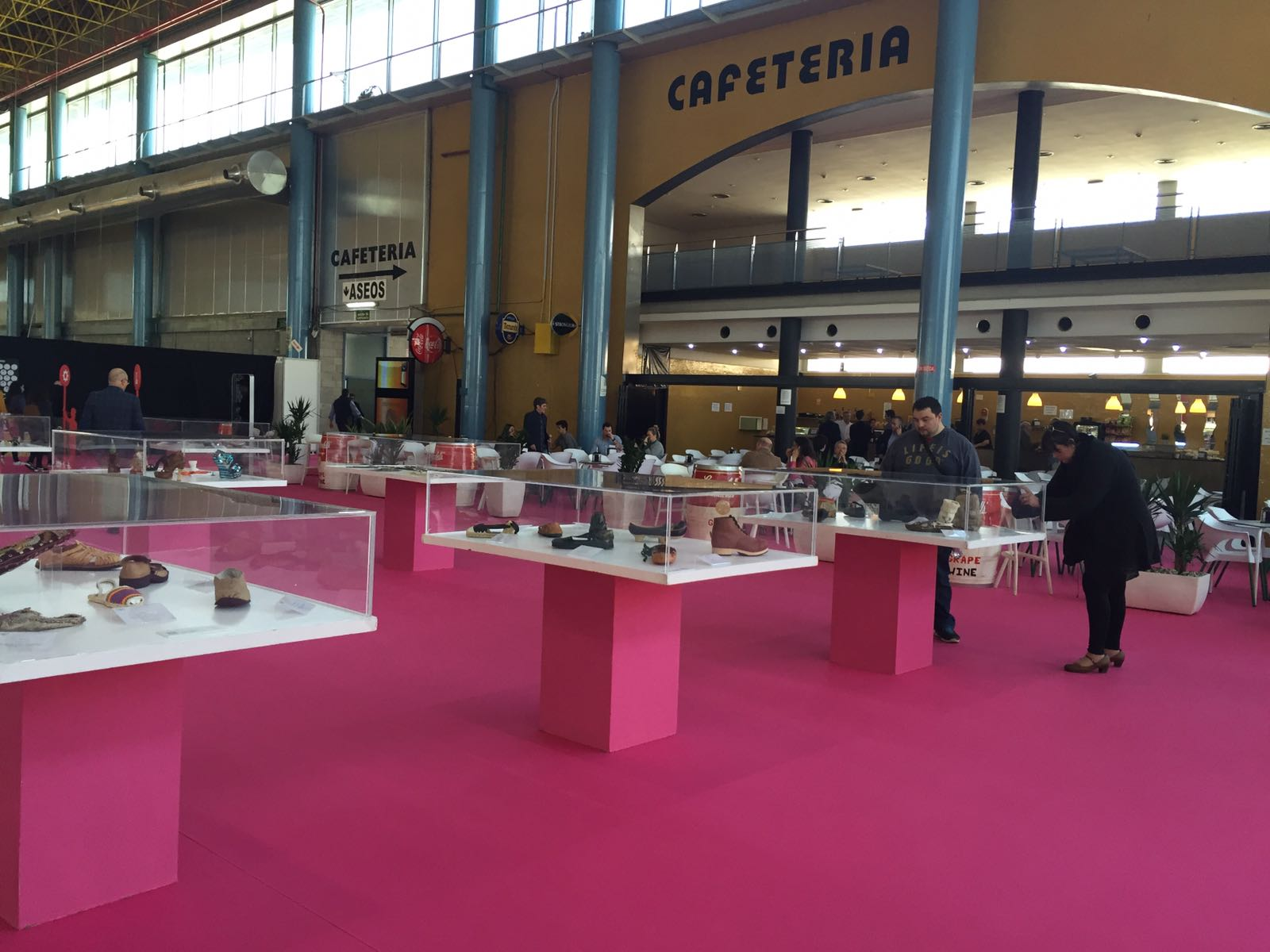
Detalle de la exposición de bolsos antiguos en FUTURMODA - Alicante

- Durante los días 22 al 24 de septiembre de 2017 se presentó la exposición "Bolsos con Historia" en el pabellón 4 de IFEMA - Madrid en la feria MOMAD Shoes septiembre de 2017[10]

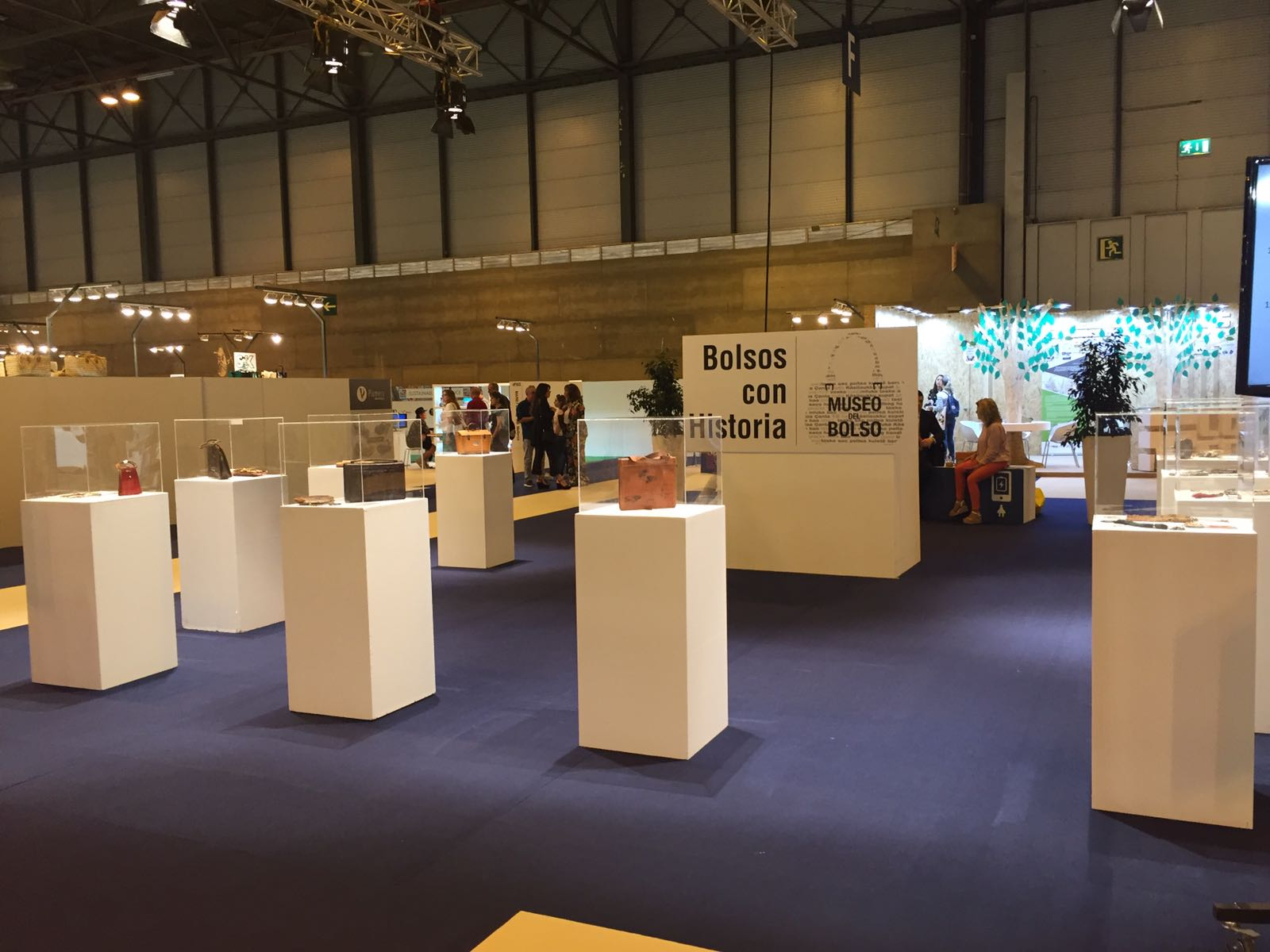
Muestra de la exposición "Bolsos con Historia"

- Durante los días 2 al 4 de marzo de 2018 se presentó la exposición "Bolsos de la Belle Époque" en el pabellón 4 de IFEMA - Madrid, en la Feria MOMAD Shoes marzo 2018[11]
- Con motivo del "Día Internancional de los Museos", el 18 de mayo de 2019, se presentó una exposición en el Museo del Calzado de Elda, mostrando diferentes fondos del Museo del Bolso.[12][13][14]
- Los días del 8 al 10 de abril de 2022, el Museo del Bolso participó en la muestra provincial de artesanía que tuvo lugar en el palacio de la Diputación Provincial de Alicante y que fue organizada por la Cámara de Comercio, Industria y Navegación de la provincia.[15]